# Old School Renaissance
L'Old School Revival, anche Old School Renaissance, o semplicemente OSR, è un movimento nato tra i giocatori di giochi di ruolo, specialmente di Dungeons & Dragons, che trae ispirazione dalla prima epoca dei giochi di ruolo negli anni settanta.

## Storia
La pubblicazione della terza edizione di Dungeons & Dragons nel 2000, portò a termine un cambio nel modo di giocarlo, il nuovo regolamento enfatizzava l'uso delle miniature e il combattimento su mappa quadrettata, la costruzione del personaggio l'enfasi del gioco si era spostata sul combattimento su una mappa quadrettata tra mostri e personaggi. Questi e altri cambiamenti avevano lasciato insoddisfatti alcuni giocatori della vecchia guardia e a questo mercato si rivolsero inizialmente alcuni editori come la Necromancer Games e la Goodman Games, che pubblicarono linee di prodotti che pur essendo scritti per la nuova edizione di D&D riprendevano stilisticamente e tematicamente le vecchie edizioni. Per esempio di questo la linea Dungeon Crawl Classics della Goodman Games era impaginata in modo simile ai moduli della prima edizione di Advanced Dungeons & Dragons ed illustrata dagli artisti che avevano lavorato sui primi moduli.
Comunque questi prodotti pur richiamando come stile e presentazione grafica le vecchie avventure erano sempre basati sul regolamento D&D 3.0 così che il passo logico successivo fu lo sviluppo di Castles & Crusades, un regolamento che nelle intenzioni iniziali avrebbe dovuto riprodurre il regolamento della prima edizione di Advanced Dungeons & Dragons. Il progetto iniziale di Castle & Crusade nacque sul forum di discussione Dragonsfoot nel 2003. e venne sviluppato dalla Troll Lord Games, appoggiandosi alla Open Gaming License, una licenza che permetteva di utilizzare termini e concetti del regolamento di Dungeons & Dragons in propri prodotti. Comunque anche Castles & Crusades non soddisfò una parte di giocatori, che lo ritennero un DnD 3.0 semplificato e da questi nacque il primo retroclone vero e proprio, OSRIC (Stewart Marshall e Matthew Finch, 2006). OSRIC (un acronimo per Old School Reference and Index Compilation), pur differendo nella presentazione, è una riproduzione del regolamento di AD&D 1ª edizione.
Inizialmente c'era stato un timore che la Wizards of the Coast avrebbe contestato la pubblicazione di questi regolamenti, ma non avvenne niente del genere e questo incoraggiò altri a pubblicare propri retrocloni, come per esempio Labyrinth Lord (Daniel Proctor, 2007) che riproduce il Dungeons & Dragons Basic Set di Tom Moldway del 1981, Swords & Wizardry (2008) di Matthew Finch basato sull'edizione del 1974 di D&D, a cui ne sono seguiti diversi altri, tra cui Mazes & Perils (2011), Dark Dungeons (2010), Basic Fantasy, Dungeon Crawl Classics Role Playing Game (il sistema di gioco adottato dal 2012 dalla linea di avventure Dungeon Crawl Classic) e Lamentations of the Flame Princess. Il movimento non si limita a D&D, ma comprende anche altri giochi.

## Stile di gioco
(Ben Milton, Principia Apocrypha, p. 5)
Un riassunto della filosofia del movimento si può trovare nel Quick Primer for Old School Gaming (2008) scritto dall'autore di Osric 	e nel più recente Principia Apocrypha (2018) in cui David Perry ha collezionato e riorganizzato articoli di Ben Milton e Steven Lumpkin. 
I punti principali sono:
- Una parte importante del gioco è l'esplorazione come attività principale dei personaggi
- punti esperienza dipendenti dai tesori trovati, che non implicano l'eliminazione dei mostri ma anche il saperli aggirare, ingannare o comunque risolvere situazioni pericolose senza ricorrere allo scontro diretto, ma con soluzioni creative
- storia che nasce dalle decisioni dei giocatori, piuttosto che seguire una campagna dalla trama generale già predefinita.
- un mondo pericoloso con concrete possibilità di morte dei personaggi. Sfide impegnative superabili solo con la creatività. Scontri sbilanciati contro avversari che possono essere molto più potenti dei personaggi, che quindi non devono buttarsi a testa bassa in ogni combattimento, ma valutare i rischi e cercare metodi alternativi di risolvere una situazione (o anche semplicemente ritirarsi).
- regole semplici che non pretendono di coprire tutte le situazioni, ci si aspetta che il master decida secondo il caso